# Estar contigo
«Estar contigo» es una canción grabada e interpretada por el cantautor español Álex Ubago, incluida en su quinto álbum de estudio Mentiras sinceras (2012) y meses antes se publicó en el EP Ella vive en mí.
La letra habla de una persona que siempre ve y vera por los seres queridos que tanto ama y también a las cosas y habitos cotidianos que ejerce.

## Historia
La canción originalmente la grabó cuando estuvo en el trío musical Álex, Jorge y Lena y fue publicada en el 2010 en el álbum homónimo. Tiempo después ocupó los primeros lugares en las listas de España y Argentina países donde además entró en pocas semanas a los top musicales.

## Posiciones
| Listas (2010)                    | Posición |
| -------------------------------- | -------- |
| Argentina (Top 20)               | 19       |
| España (PROMUSICAE)              | 38       |
| Estados Unidos (Hot Latin Songs) | 40       |

## Certificaciones
| País   | Organismo certificador | Certificación | Ventas certificadas | Ref.  |
| ------ | ---------------------- | ------------- | ------------------- | ----- |
| España | PROMUSICAE             | 3X Diamante   | 20,000              | [ 7 ] |